# Magdalena Montes
Magdalena Montes Ureta (Santiago, 15 de agosto de 1975) es una periodista y exanimadora de televisión chilena. Es la exconductora de los programas matinales de La Red Mañaneros, junto a Eduardo Fuentes y Juan José Gurruchaga; y de Mega Mucho gusto junto a José Miguel Viñuela.  

## Biografía
Hija de Gonzalo Montes Videla y María Eliana Ureta Mackenna, es la segunda de tres hermanas. Nació en Santiago, pero fue criada hasta los diez años en Iquique. Después se mudó junto a su familia a Santiago, donde, luego de finalizar su enseñanza media, ingresó a estudiar periodismo a la Universidad Diego Portales. 
A los diecinueve años conoció al agrónomo Sebastián Ruiz-Tagle, con quien entabló una relación sentimental que duró un año y medio, debido a que él se fue a vivir a Holanda. Cuando regresó, dos años después, ambos se reunieron y se casaron. Juntos tienen tres hijas: Colomba, Lía y Sol, y viven en el sector de Chicureo, cerca de Santiago.
Obtuvo popularidad al ser la conductora del programa matinal de Mega, Mucho gusto, junto a los chefs Chris Carpentier, luego Carlo von Mühlenbrock y posteriormente José Miguel Viñuela. Animó el programa desde sus inicios en septiembre de 2001 hasta diciembre de 2008.
Entre 2011 y 2012 animó el programa matinal de La Red Mañaneros.
Además, condujo junto a Jorge Hevia el programa A toda radio en Radio Bío-Bío y ha sido rostro publicitario de marcas como Coca-Cola, Danone y Dole y Hasbro.

## Programas de televisión
| Año       | Programa             | Rol          | Canal       |
| --------- | -------------------- | ------------ | ----------- |
| 1998      | Día a día            | Notera       | TVN         |
| 2001-2008 | Mucho gusto          | Conductora   | Mega        |
| 2007      | Péndulo              | Conductora   | Mega        |
| 2010      | Coca-Cola en familia | Conductora   | Chilevisión |
| 2011      | Pollo en conserva    | Conductora   | La Red      |
| 2011-2012 | Mañaneros            | Conductora   | La Red      |
| 2024      | Top Chef VIP Chile   | Participante | Chilevisión |